# Fight the New Drug
Fight the New Drug és una organització anti-pornogràfica sense ànim de lucre amb seu a Utah. El grup va ser fundat per un equip de mormons, inclòs el seu líder Clay Olsen, tot i que nega qualsevol connexió formal amb aquesta organització i que ha estat desacreditat per aquest motiu. El grup va ser fundat el 2009, i va rebre suport de funcionaris públics a Utah. Fight the New Drug descriu la pornografia com a droga i argumenta que es tracta d'un problema de salut pública.
El grup difon els seus missatges a través de presentacions i campanyes de vídeo i es dirigeix a persones d'entre 18 i 24 anys. En una campanya de 2015, Fight the New Drug va publicar 100 tanques publicitàries a la zona de la badia de San Francisco amb l'eslògan «Porn Kills Love». A més, el grup fa campanya mitjançantels mitjans socials i la marxandatge. Des del 2016 presenta el seu material als estudiants dels districtes de les escoles públiques de l'esta de Utah. El 2018, el grup va llançar un documental en tres parts titulat Brain, Heart, World.

## Recepció
Gary Herbert, el governador de Utah, va dir el 2010 que el grup era «bastant «certament revolucionari», i va afegir que era impressionat que la campanya no fos impulsada pel govern sinó pels ciutadans preocupats. El fiscal general de l'oest, Mark Shurtleff va descriure la campanya com una de les millors maneres de combatre la pornografia.
Tot i que Fight the New Drug pretén presentar «només els fets» sobre els efectes de la pornografia, això ha estat discutit. James Hablin, del diari l'Atlàntic va descriure el seu enfocament com «un enfocament basat exclusivament en alguns dels fets», menys transparent i obertament ideològic. Va assenyalar que les proves d'un vincle entre la pornografia i mala salut no eren concloents. Samantha Allen, de la revista The Daily Beast va dir que el missatge del grup estava arrelat en la pseudociència, i va criticar que aporten només una analogia de la pornografia com a droga en contradicció amb els resultats de la recerca en neurociència. Allen va assenyalar la campanya com un exemple de continuïtat de la influència dels mormons en qüestions socials i va assenyalar que el grup va llançar les tanques publicitàries a San Francisco com a prova de la seva intenció de dirigir regions socialment progressistes. En un treball publicat a The Salt Lake Tribune, un grup de terapeutes sexuals va afirmar que Fight the New Drugs no eren professionals de la salut mental ni sexual i no tenien prou formació per abordar aquests temes de manera adequada. Va assenyalar que una reclamació del grup, que la pornografia afecta el cervell com a drogues, és fals perquè la pornografia no hi introdueix composts químics.